# Магнус IV (король Норвегії)
Магнус IV, також Магнус Сліпий (1115–1139) — король Норвегії в 1130—1135 і 1137—1139 роках. Походив з династії Інглінгів.

## Біографія
Син Сігурда I, короля Норвегії, та Боргільд Олафсдотір, королівської коханки. Вже замолоду Магнус став королем (у 1130 році) разом із своїм дядьком Гаральдом IV. Із самого початку між співволодарями королівствами точилася прихована війна. Обидва готувалися до відкритого протистояння.
Війна між обома королями спалахнула у 1134 році. А вже 9 серпня цього ж року Магнус IV завдав рішучої поразки армії Гаральда IV при Ферльові в сучасній провінції Богуслен. Гаральд втік до Швеції, а Магнус IV став одноосібним королем Новрегії.
Всупереч порадам своїх радників Магнус розпустив свою армію й вирішив провести зиму у Бергені. В цей час, зібравши нову армію й отримавши допомогу данського короля Еріка II, Гаральд IV знову вступив до Норвегії. Ця потуга швидко оволоділа значною частиною королівства і вже 7 січня 1135 року захопила Берген. Магнуса IV було взято в полон, осліплено, кастровано, відрізано одну ногу та запроторено до монастиря Нідаргольм. Можливість повернути волю у Магнуса з'явилася, коли Гаральд IV був вбитий іншим претендентом на корону Сігурдом Слембе, який повернув Магнусу волю та корону. Після цього нові володарі королівства поділили сили. Магнус вирушив до східної Норвегії, щоб приборкати ворогів. Втім там він зазнав поразки від Інге I, сина Гаральда IV. Після цього Магнус IV втік спочатку до Швеції, а потім й Данії, де намагався дістати підтримку, щоб повернути собі корону.
Втім, спроби Еріка II, короля Данії, повалити Інге I й повернути Норвегію у володіння Магнуса IV виявилися марними. Зрештою війська Сігурда та Магнуса IV зуміли зайняти частину Норвегії. У вирішальних битвах 12 листопада 1139 році обидва королі — Сігурд II й Магнус IV — зазнали поразки та загинули. Магнуса було вбито під час морської битви при Гольменгра поблизу Осло.

## Родина
Дружина — Христина (1118—1139), донька Канута Естрідсена, принца данського.
Діти: не було.